# Llista de topònims de Vernet
Llista de topònims (noms propis de lloc) de Vernet (Conflent).
Informació actualitzada per un bot. Els canvis manuals es perdran quan s'actualitzi!

## collada
| imatge | Nom              | Ubicat a       | instància de | Detalls | coordenades                                                     | Protecció | Commons (més fotos) | Dades a WD                    |
| ------ | ---------------- | -------------- | ------------ | ------- | --------------------------------------------------------------- | --------- | ------------------- | ----------------------------- |
|        | Coll de Juell    | Fillols Vernet | collada      |         | 42° 33′ 13″ N, 2° 24′ 44″ E / 42.553633°N,2.412356°E 897.5 msnm |           |                     | Modifica les dades a Wikidata |
|        | Coll de la Truja | Fillols Vernet | collada      |         | 42° 33′ 18″ N, 2° 24′ 10″ E / 42.555022°N,2.402683°E 869.2 msnm |           |                     | Modifica les dades a Wikidata |

## església
| imatge | Nom                                       | Ubicat a | instància de          | Detalls                                                                                   | coordenades                                                     | Protecció | Commons (més fotos)                       | Dades a WD                    |
| ------ | ----------------------------------------- | -------- | --------------------- | ----------------------------------------------------------------------------------------- | --------------------------------------------------------------- | --------- | ----------------------------------------- | ----------------------------- |
|        | Sant Sadurní de Vernet                    | Vernet   | església Ús: església | Estil: arquitectura romànica Anomenat per: Sadurní de Tolosa Dedicat a: Sadurní de Tolosa | 42° 32′ 57″ N, 2° 23′ 19″ E / 42.5492°N,2.38861°E 693.8 msnm    |           | Église Saint-Saturnin de Vernet-les-Bains | Modifica les dades a Wikidata |
|        | Sant Sadurní de Vilallonga                | Vernet   | església              |                                                                                           | 42° 32′ 56″ N, 2° 23′ 01″ E / 42.548847°N,2.383558°E 622.4 msnm |           |                                           | Modifica les dades a Wikidata |
|        | antiga església de Sant Sadurní de Vernet | Vernet   | església Ús: església | Estil: arquitectura romànica Anomenat per: Sadurní de Tolosa Dedicat a: Sadurní de Tolosa | 42° 32′ 49″ N, 2° 23′ 19″ E / 42.547°N,2.3887°E                 |           |                                           | Modifica les dades a Wikidata |
|        | església de Sant Jordi de Vernet          | Vernet   | església              |                                                                                           | 42° 32′ 45″ N, 2° 23′ 12″ E / 42.545731°N,2.386575°E            |           | Église Saint-George de Vernet-les-Bains   | Modifica les dades a Wikidata |
|        | església de Sant Vicenç de Campllong      | Vernet   | església Ús: església | Estil: arquitectura romànica Estat: ruïnós Dedicat a: Vicenç d'Osca                       | 42° 32′ 43″ N, 2° 24′ 22″ E / 42.5454°N,2.40621°E               |           |                                           | Modifica les dades a Wikidata |

## muntanya
| imatge | Nom                        | Ubicat a                                    | instància de | Detalls | coordenades                                                                     | Protecció | Commons (més fotos) | Dades a WD                    |
| ------ | -------------------------- | ------------------------------------------- | ------------ | ------- | ------------------------------------------------------------------------------- | --------- | ------------------- | ----------------------------- |
|        | Canigó                     | Vernet                                      | muntanya     |         | 42° 31′ 08″ N, 2° 27′ 24″ E / 42.518901928°N,2.45655964191°E Pirineus 2784 msnm |           | Canigou             | Modifica les dades a Wikidata |
|        | Pic Baix del Canigó        | Castell de Vernet Taurinyà Vallmanya Vernet | muntanya     |         | 42° 30′ 50″ N, 2° 33′ 11″ E / 42.513944°N,2.553028°E                            |           |                     | Modifica les dades a Wikidata |
|        | Pic Cogulló                | Vernet Fillols                              | muntanya     |         | 42° 33′ 00″ N, 2° 25′ 33″ E / 42.550003°N,2.425742°E 1467.5 msnm                |           |                     | Modifica les dades a Wikidata |
|        | Pic Jofre                  | Taurinyà Vernet                             | muntanya     |         | 42° 31′ 57″ N, 2° 27′ 09″ E / 42.532514°N,2.452514°E 2360.1 msnm                |           |                     | Modifica les dades a Wikidata |
|        | Pic de l'Alzina            | Castell de Vernet Vernet                    | muntanya     |         | 42° 32′ 15″ N, 2° 24′ 00″ E / 42.537517°N,2.400025°E 1013.8 msnm                |           |                     | Modifica les dades a Wikidata |
|        | Pic de la Castella         | Fillols Taurinyà Vernet                     | muntanya     |         | 42° 31′ 59″ N, 2° 27′ 07″ E / 42.532933°N,2.451958°E 2346.1 msnm                |           |                     | Modifica les dades a Wikidata |
|        | Pic de la Jaça d'en Vernet | Castell de Vernet Vernet                    | muntanya     |         | 42° 31′ 23″ N, 2° 25′ 31″ E / 42.523006°N,2.425369°E 2057.5 msnm                |           |                     | Modifica les dades a Wikidata |
|        | Pic de la Penya            | Castell de Vernet Saorra Vernet             | muntanya     |         | 42° 32′ 19″ N, 2° 23′ 06″ E / 42.538586°N,2.385069°E 1060.1 msnm                |           |                     | Modifica les dades a Wikidata |
|        | Pic del Bosc de la Vila    | Castell de Vernet Vernet                    | muntanya     |         | 42° 31′ 53″ N, 2° 24′ 58″ E / 42.531322°N,2.416033°E 1626.6 msnm                |           |                     | Modifica les dades a Wikidata |
|        | Pic del Coll de les Vanes  | Castell de Vernet Vernet                    | muntanya     |         | 42° 31′ 42″ N, 2° 25′ 20″ E / 42.528261°N,2.422319°E 1806 msnm                  |           |                     | Modifica les dades a Wikidata |
|        | Puig de la Falguerosa      | Castell de Vernet Saorra Vernet             | muntanya     |         | 42° 32′ 08″ N, 2° 22′ 54″ E / 42.535525°N,2.3817611111111°E 1123.5 msnm         |           |                     | Modifica les dades a Wikidata |
|        | Quazemí                    | Castell de Vernet Vernet                    | muntanya     |         | 42° 30′ 54″ N, 2° 25′ 59″ E / 42.515042°N,2.432964°E 2417.6 msnm                |           |                     | Modifica les dades a Wikidata |
|        | Quazemí de Dalt            | Castell de Vernet Vernet                    | muntanya     |         | 42° 30′ 55″ N, 2° 27′ 09″ E / 42.515406°N,2.452425°E 2713.8 msnm                |           |                     | Modifica les dades a Wikidata |

## port de muntanya
| imatge | Nom                         | Ubicat a                 | instància de     | Detalls | coordenades                                                      | Protecció | Commons (més fotos) | Dades a WD                    |
| ------ | --------------------------- | ------------------------ | ---------------- | ------- | ---------------------------------------------------------------- | --------- | ------------------- | ----------------------------- |
|        | Coll Vell                   | Fillols Vernet           | port de muntanya |         | 42° 33′ 24″ N, 2° 24′ 00″ E / 42.556633°N,2.399886°E 843.3 msnm  |           |                     | Modifica les dades a Wikidata |
|        | Coll de Llavent             | Castell de Vernet Vernet | port de muntanya |         | 42° 32′ 09″ N, 2° 24′ 11″ E / 42.535767°N,2.403022°E 959.5 msnm  |           |                     | Modifica les dades a Wikidata |
|        | Coll de Sant Eusebi         | Vernet                   | port de muntanya |         | 42° 33′ 31″ N, 2° 23′ 38″ E / 42.558597°N,2.394006°E 792.7 msnm  |           |                     | Modifica les dades a Wikidata |
|        | Coll de Saorra              | Fullà Saorra Vernet      | port de muntanya |         | 42° 32′ 45″ N, 2° 22′ 20″ E / 42.545864°N,2.372361°E 780.1 msnm  |           |                     | Modifica les dades a Wikidata |
|        | Coll de la Jaça d'en Vernet | Castell de Vernet Vernet | port de muntanya |         | 42° 31′ 18″ N, 2° 25′ 38″ E / 42.521564°N,2.427114°E 2033.5 msnm |           |                     | Modifica les dades a Wikidata |
|        | Coll de la Lloseta          | Vernet                   | port de muntanya |         | 42° 32′ 17″ N, 2° 24′ 36″ E / 42.538°N,2.4101°E 1063.7 msnm      |           |                     | Modifica les dades a Wikidata |
|        | Coll de les Cabres          | Castell de Vernet Vernet | port de muntanya |         | 42° 31′ 35″ N, 2° 25′ 27″ E / 42.526331°N,2.424231°E 1871.9 msnm |           |                     | Modifica les dades a Wikidata |
|        | Coll de les Manxes          | Saorra Vernet            | port de muntanya |         | 42° 32′ 15″ N, 2° 22′ 39″ E / 42.537628°N,2.377583°E 941.2 msnm  |           |                     | Modifica les dades a Wikidata |
|        | Coll de les Vanes           | Castell de Vernet Vernet | port de muntanya |         | 42° 31′ 43″ N, 2° 25′ 19″ E / 42.52865°N,2.421908°E 1787.3 msnm  |           |                     | Modifica les dades a Wikidata |
|        | Collada Llarga              | Castell de Vernet Vernet | port de muntanya |         | 42° 30′ 50″ N, 2° 26′ 26″ E / 42.514019°N,2.440561°E 2466.3 msnm |           |                     | Modifica les dades a Wikidata |
|        | Collet Verd                 | Fillols Vernet           | port de muntanya |         | 42° 32′ 55″ N, 2° 25′ 40″ E / 42.548664°N,2.427678°E 1492 msnm   |           |                     | Modifica les dades a Wikidata |
|        | La Portella                 | Taurinyà Vernet          | port de muntanya |         | 42° 31′ 22″ N, 2° 27′ 21″ E / 42.522872°N,2.455753°E 2599.8 msnm |           |                     | Modifica les dades a Wikidata |

## Misc
| imatge | Nom                           | Ubicat a                                    | instància de                          | Detalls                                             | coordenades | Protecció                                                           | Commons (més fotos)           | Dades a WD                    |
| ------ | ----------------------------- | ------------------------------------------- | ------------------------------------- | --------------------------------------------------- | --- | ------------------------------------------------------------------- | ----------------------------- | ----------------------------- |
|        | Bosc Comunal de Vernet        | Vernet                                      | bosc comunal                          | Superfície: 0.14km²                                 | 42° 33′ 04″ N, 2° 22′ 23″ E / 42.551111111111°N,2.3730555555556°E                                                                           |                                                                     |                               | Modifica les dades a Wikidata |
|        | Campllong                     | Vernet                                      | poble                                 |                                                     | 42° 32′ 37″ N, 2° 24′ 19″ E / 42.543591666667°N,2.4051972222222°E 815 msnm                                                                  |                                                                     |                               | Modifica les dades a Wikidata |
|        | Casino de Vernet              | Vernet                                      | casino Ús: casino                     | Arquitecte: Viggo Dorph-Petersen 1884               | 42° 32′ 38″ N, 2° 23′ 19″ E / 42.544°N,2.3886°E fr:allée du Parc 66820 Vernet-les-Bains                                                     | monument històric inventariat monument inventariat en risc a França | Casino de Vernet-les-Bains    | Modifica les dades a Wikidata |
|        | Sant Vicenç                   | Vernet Cornellà de Conflent                 | riu                                   | Desemboca: Cadí Llarg: 9.8km                        | 42° 31′ 33″ N, 2° 26′ 10″ E / 42.52569722222222°N,2.436166666666667°E 42° 34′ 15″ N, 2° 22′ 26″ E / 42.57094166666667°N,2.373866666666667°E |                                                                     | Sant Vicenç (riu)             | Modifica les dades a Wikidata |
|        | Serra de Barbet               | Taurinyà Castell de Vernet Vernet Vallmanya | carena                                |                                                     | |                                                                     |                               | Modifica les dades a Wikidata |
|        | Village-Arboretum             | Vernet                                      | jardí botànic                         |                                                     | 42° 33′ 00″ N, 2° 23′ 19″ E / 42.55°N,2.38861°E                                                                                             |                                                                     |                               | Modifica les dades a Wikidata |
|        | casa de la vila de Vernet     | Vernet                                      | instal·lació Ús: seu del govern local |                                                     | 42° 32′ 56″ N, 2° 23′ 23″ E / 42.5488716818332°N,2.38985553301872°E fr:66820 VERNET-LES-BAINS                                               |                                                                     | Town hall of Vernet-les-Bains | Modifica les dades a Wikidata |
|        | cascada dels Anglesos         | Vernet                                      | salt d'aigua                          |                                                     | 42° 32′ 20″ N, 2° 25′ 01″ E / 42.53887°N,2.4169°E                                                                                           |                                                                     |                               | Modifica les dades a Wikidata |
|        | castell de Vernet             | Vernet                                      | castell                               |                                                     | 42° 32′ 54″ N, 2° 23′ 28″ E / 42.5483°N,2.39111°E 693.5 msnm                                                                                |                                                                     | Château de Vernet-les-Bains   | Modifica les dades a Wikidata |
|        | cementiri de Dalt             | Vernet                                      | cementiri                             |                                                     | 42° 32′ 58″ N, 2° 23′ 32″ E / 42.5495°N,2.3923°E                                                                                            |                                                                     |                               | Modifica les dades a Wikidata |
|        | gorges de Sant Vicenç         | Vernet                                      | congost                               |                                                     | 42° 32′ 29″ N, 2° 24′ 25″ E / 42.541388888889°N,2.4069444444444°E                                                                           |                                                                     |                               | Modifica les dades a Wikidata |
|        | massís del Canigó             | Vernet Castell de Vernet Vallmanya Taurinyà | massís àrea protegida Natura 2000     |                                                     | 42° 31′ 08″ N, 2° 27′ 24″ E / 42.51890192805555°N,2.4565596419444446°E 2784 msnm                                                            | Grand site de France                                                | Massif du Canigó              | Modifica les dades a Wikidata |
|        | monument a l'Entente Cordiale | Vernet                                      | monument                              | Creador: Gustau Violet 1914 Ample: 800cm Alt: 600cm | Vernet | Objecte inclòs en l'Inventari general del patrimoni cultural (IGPC) |                               | Modifica les dades a Wikidata |